# SDTV
SDTV (Standard Definition Television) és l'acrònim que reben els senyals de televisió que no es poden considerar senyals d'alta definició (HDTV) ni de senyal de televisió de definició millorada (EDTV).
Fins a l'aparició dels sistemes digitals, SDTV només tenia un significat, però actualment s'usa per referir-se a dos sistemes de codificació i enviament de senyals de vídeo:
- D'una banda SDTV s'usa per denominar els senyals analògics de 480 línies (NTSC) o 575 (PAL i SECAM) i que han estat els estàndards majoritaris en els últims 50 anys. La seva relació d'aspecte sempre és de 4:3, mentre que l'exploració és entrellaçada.

- D'altra banda, SDTV també s'usa genèricament per referir-se a senyals de televisió, analògics o digitals, que tenen una qualitat equivalent a la SDTV analògica. Així dels formats com VCD, VHS, Beta o SVCD amb qualitats semblants a la televisió analògica, també sovint es diu que tenen una resolució SDTV. En aquest cas, l'exploració pot ser progressiva en sistemes de poca resolució o entrellaçada si arriba a les 480 o 575 línies. La relació d'aspecte habitualment és de 4:3 tot i que també pot ser de 16:9.

A causa de la utilització de l'acrònim SDTV per referir-se a tota mena de sistemes que no són HDTV, és habitual confondre els termes i classificar sistemes EDTV com el DVD al grup de SDTV.

## Història
El que es coneix històricament com a SDTV neix amb les emissions en PAL, SECAM o NTSC (en funció del format utilitzat a cada país) i situaria a començaments dels anys 60, quan es van fer les primeres emissions en color d'aquests formats.
Des de llavors, la TV analògica no ha patit cap variació en resolució ni prestacions, exceptuant l'aparició del teletext, emès per primera vegada per la BBC l'any 1972.
A pesar que l'estàndard s'ha mantingut invariable en els últims 40 anys, la millora en la qualitat dels aparells electrònics, tant emissors com receptors ha permès que les televisions actuals mostrin el senyal amb una qualitat superior a la dels primers aparells de color.
Pel que fa a nivell nacional, les primeres emissions en color a Espanya les va fer RTVE l'any 1973 en format PAL i també s'ha mantingut l'estàndard fins a l'actualitat.

Posteriorment i per similituds en la qualitat de la imatge, altres sistemes que tècnicament no són SDTV, s'han catalogat també com de qualitat SDTV. És el cas dels formats analògics d'emmagatzematge de vídeo VHS i Betamax i del digital MPEG-1.
En els darrers anys, l'acrònim SDTV s'ha utilitzat molt, sobretot entre els fabricants d'aparells de televisió i multimèdia en general, per remarcar la superioritat de l'HDTV i incentivar els consumidors a substituir els seus aparells i així gaudir d'imatges de més qualitat.

## Prestacions tècniques
La resolució de la SDTV es mou entre les 480 línies horitzontals del sistema NTSC i les 575 de PAL i SECAM, quedant la relació d'aspecte sempre en 4:3. Altres formats com MPEG-1 tenen prestacions similars;només 288 línies, però escombrat progressiu fan que es vegi amb una qualitat bastant similar al PAL o l'NTSC.
La resolució temporal és sempre de 50 imatges (60 en NTSC) entrellaçades per segon.
Inicialment aquestes prestacions van ser considerades adequades degut a les mides dels primers aparells de televisió, ja que rarament superaven les 20 polzades de diagonal de pantalla. No obstant això, les limitacions de l'SDTV cada vegada es mostren més evidents en els aparells moderns, de diagonals de pantalla de més de 30 polzades i electròniques de molta més qualitat que les dels primers reproductors.

## El futur de la SDTV
Des de l'aparició del DVD l'any 1995, progressivament s'ha anat substituint l'SDTV per l'EDTV, quedant la primera relegada només a les emissions analògiques, ja que sistemes com la TDT o les emissions per satèl·lit ja emeten en EDTV i és d'esperar que en pocs anys comencin a emetre en HDTV.
No obstant això, la quantitat d'aparells que només admeten SDTV és encara molt elevada i la substitució per televisors EDTV o HDTV serà bastant lenta, de manera que a pesar que a partir de 2009 desapareguin a Espanya les emissions analògiques i que la resta de sistemes siguin EDTV o HDTV, tant els receptors de satèl·lit i TDT com els reproductors de BRD i HDDVD continuaran sent compatibles amb aparells SDTV, rebaixant la resolució del senyal i enviant-lo a l'aparell en camps entrellaçats per permetre'n la seva visualització en aparells antics.